# 황산벌청년문학상
황산벌청년문학상은 논산시청이 주최하고 (주)은행나무출판사가 주관하는 상금 5천만원의 문학상이다.

## 역대 수상 작품
- 2015년 1회 이동효 <노래는 누가 듣는가>
- 2016년 2회 조남주 <고마네치를 위하여>
- 2017년 3회 박영 <위안의 서>
- 2018년 4회 강태식 <리의 별>
- 2019년 5회 염기원 <구디 얀다르크>
- 2020년 6회 이서수 <당신의 4분 33초>
- 2021년 7회 채영신 <개 다섯 마리의 밤>
- 2022년 8회 김경순 <장미 총을 쏴라>